# Miesitz
Miesitz är en kommun och ort i Saale-Orla-Kreis i förbundslandet Thüringen i Tyskland.
Kommunen ingår i förvaltningsgemenskapen Triptis tillsammans med kommunerna Dreitzsch, Geroda, Lemnitz, Mittelpöllnitz, Rosendorf, Schmieritz, Tömmelsdorf och Triptis.